# Bogotol
Bogotol (russisch Богото́л) ist eine Stadt in der Region Krasnojarsk (Russland) mit 21.051 Einwohnern (Stand 14. Oktober 2010).

## Geographie

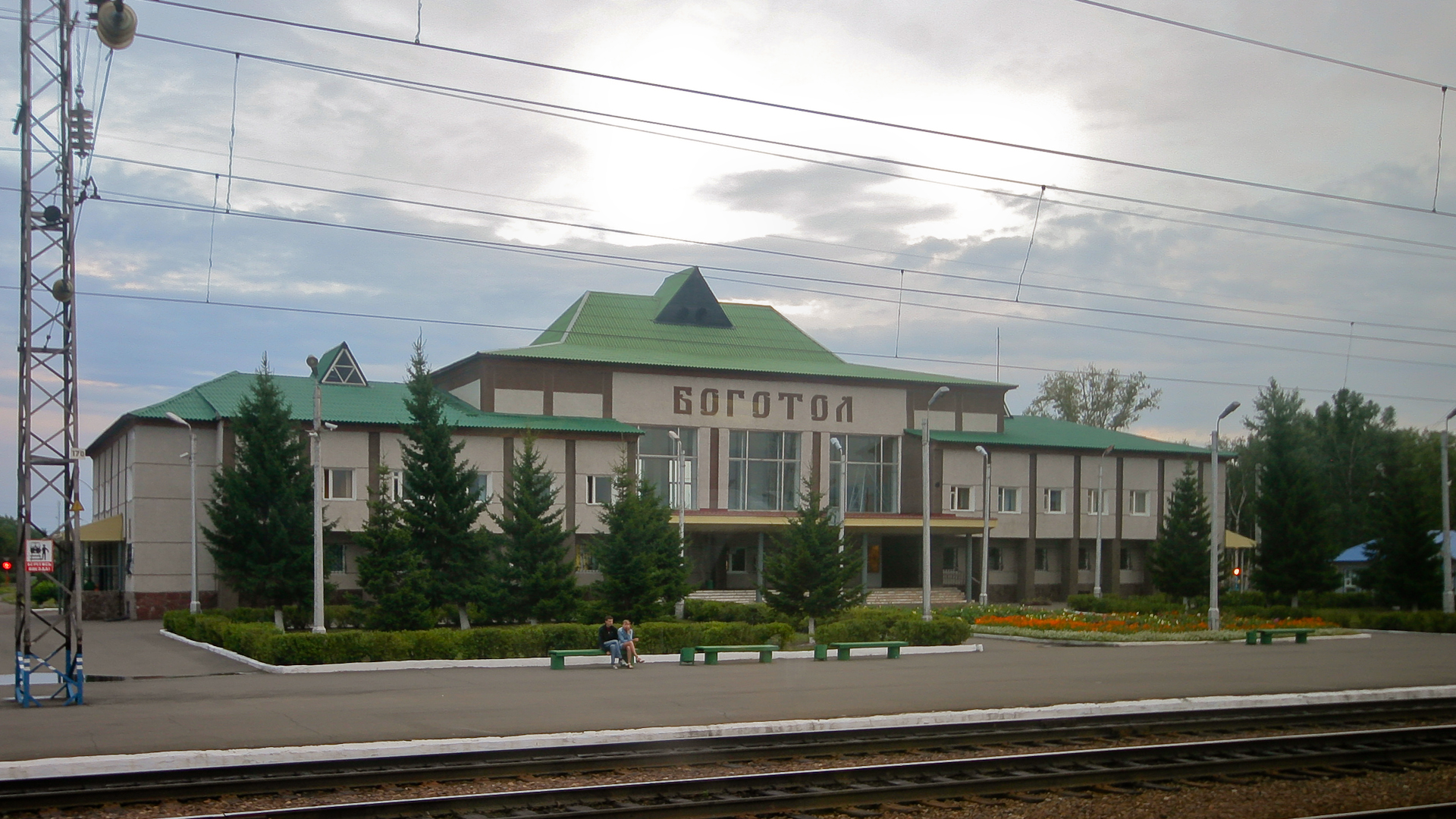
Bahnhof Bogotol

Die Stadt liegt an der Südflanke der nördlichen Ausläufer des Argakammes, etwa 250 km westlich der Regionshauptstadt Krasnojarsk, an der Mündung des gleichnamigen Flüsschens in den Tschulym, einen rechten Nebenfluss des Ob.
Die Stadt Bogotol ist als Stadtkreis der Region administrativ direkt unterstellt und zugleich Verwaltungszentrum des gleichnamigen Rajons (jedoch nicht Teil desselben).
Bogotol liegt an der Transsibirischen Eisenbahn (Streckenkilometer 3846 ab Moskau) und der Fernstraße M53 Nowosibirsk – Krasnojarsk – Irkutsk.

## Geschichte
Ein Dorf namens Bogotol entstand 1762 (benannt nach dem Fluss, vom Stammesnamen der in der Umgebung siedelnden Keten bogotu und dem ketischen Wort ul für Fluss). Ab 1893 wurde einige Kilometer nördlich die Transsibirische Eisenbahn vorbeigeführt und 1898 die Station Bogotol eröffnet. Die schnell wachsende Stationssiedlung verschmolz bald mit dem alten Dorf und erhielt 1911 im Bestand des Kreises Mariinsk des Gouvernements Tomsk Stadtrecht. 1925 wurde Bogotol Rajonsverwaltungszentrum innerhalb des damaligen Kreises Atschinsk, später innerhalb der Region Krasnojarsk.

### Bevölkerungsentwicklung
| Jahr | Einwohner |
| ---- | --------- |
| 1782 | 2.000     |
| 1897 | 5.000     |
| 1939 | 25.920    |
| 1959 | 30.894    |
| 1970 | 29.272    |
| 1979 | 28.230    |
| 1989 | 27.752    |
| 2002 | 24.369    |
| 2010 | 21.051    |

Anmerkung: ab 1897 Volkszählungsdaten (1897 gerundet)

## Kultur und Sehenswürdigkeiten
Bogotol besitzt ein Historisch-ethnographisches Museum.

## Wirtschaft
Neben Unternehmen des Maschinenbaus (Werkzeuge, Reparatur von Eisenbahnwaggons seit den 1970er Jahren) gibt es Betriebe der Lebensmittelindustrie.

## Persönlichkeiten
- Irina Tjuchai (* 1967), Siebenkämpferin